# Get Shorty
Get Shorty is een Amerikaanse film uit 1995, gebaseerd op de gelijknamige roman van Elmore Leonard. De film werd geregisseerd door Barry Sonnenfeld en de hoofdrollen waren voor John Travolta als Chili Palmer, Gene Hackman als Harry Zimm, Rene Russo als Karen Flores, Delroy Lindo als Bo Catlett, Dennis Farina als Ray "Bones" Barboni, James Gandolfini als Bear, David Paymer als Leo en Danny DeVito als Martin Weir.

## Verhaal
Chili Palmer is een incasso-agent met een ongewone interesse voor klassieke films en B-films. Nadat Ray "Bones" Barboni, een rivaal van de maffia, zijn dure leren jas meeneemt uit een restaurant, gaat Chili hem achterna, en breekt zijn neus. Ray Bones wil weerwraak, maar zijn baas Jimmy Cap zegt hem dat Chili werkt voor Momo, een hoge piet in Brooklyn, en dat hij beter uit zijn buurt blijft. Spijtig genoeg sterft Momo kort daarna aan een hartaanval, waardoor Chili Ray Bones boven hem krijgt. Deze beveelt Chili een grote schuld te gaan innen van een zekere "dode man" Leo DeVoe.
Als Chili Fay, de "weduwe" van Leo, bezoekt in Miami, komt hij snel te weten dat Leo niet echt dood is. Hij ontsnapte per toeval aan een vliegtuigongeluk, dook onder, en zijn vrouw kreeg 300.000 dollar van de levensverzekering. Leo is met het geld naar Las Vegas getrokken.
In Las Vegas ontdekt Chili dat Leo ondertussen in Los Angeles zit.
De beheerder van het casino vraagt Chili een producer van B-films genaamd Harry Zimm op te sporen in L.A., omdat deze nog geld schuldig is aan het casino. Chili vindt Harry in L.A., en deze belooft de schuld terug te betalen binnen 60 dagen. Chili geeft Harry dan een idee voor een film: een verhaal over een incasso-agent die achter een zakenman aanzit, zijn eigen verhaal dus. Harry is wel geïnteresseerd, maar krijgt problemen met Bo Catlett, een investeerder en drugdealer. Chili vindt Leo in een viersterrenhotel, neemt het gestolen geld van de verzekering, maar zegt niets aan Ray Bones.
Catlett, een drugdealer die ook B-films sponsort, komt Harry opzoeken aangezien Harry verondersteld wordt met Bo een film te maken. Chili is op dat moment ook daar, en zegt aan Catlett dat Harry de film ten gepaste tijde wel zal maken, maar dat hem onder druk zetten alleen maar problemen zal geven.
Chili leert de aantrekkelijke Karen Flores kennen, een ooit veelbelovende actrice die nu alleen nog in mindere horrorfilms speelt, net het genre dat Harry maakt. Catlett wil Harry ompraten door hem de sleutel te geven van een bagagekluis op de luchthaven met 500.000 dollar erin. Deze kluis wordt echter door de politie in het oog gehouden, omdat die weet dat het misdaadgeld is. Chili doorziet de hinderlaag en neemt zelf de sleutel mee.
Ondertussen probeert Chili de beroemde acteur Martin Weir te lijmen voor zijn eigen filmproject. Ray Bones komt naar L.A. om Chili Palmer en Leo een lesje te leren en om zijn geld terug te krijgen. Hij tuigt Harry af, en deze belandt in het hospitaal. Chili en Karen beleven ondertussen een romance, maar die komt bijna ten einde als Catlett Karen ontvoert en daarmee Chili verplicht het geld aan hem te geven. Chili slaagt erin Karen te bevrijden met behulp van Catletts eigen lijfwacht.
Ray Bones vindt Chili en vraagt hem naar het geld van Leo. Hij vindt in Chili's broekzak de sleutel van de bagagekluis, en op aangeven van Chili trekt hij naar de luchthaven om het geld op te pikken. Als hij de kluis opent, pikt de politie hem onmiddellijk op. De scène vloeit over in een denkbeeldige scène op een filmset, met Harvey Keitel in de rol van Ray Bones en Martin Weir als incasso-agent. Chili en Karen zijn de producers, en Harry is de regisseur. 's Avonds verlaten ze de set, blij met hun nieuwe filmproject.

## Rolverdeling
| Acteur           | Personage           |
| ---------------- | ------------------- |
| John Travolta    | Chili Palmer        |
| Gene Hackman     | Harry Zimm          |
| Rene Russo       | Karen Flores        |
| Danny DeVito     | Martin Weir         |
| Dennis Farina    | Ray "Bones" Barboni |
| Delroy Lindo     | Bo Catlett          |
| James Gandolfini | Bear                |
| Jon Gries        | Ronnie Wingate      |
| David Paymer     | Leo Devoe           |
| Martin Ferrero   | Tommy Carlo         |
| Miguel Sandoval  | Mr. Escobar         |
| Jacob Vargas     | Yayo Portillo       |
| Bobby Slayton    | Dick Allen          |
| Linda Hart       | Fay Devoe           |
| Ron Karabatsos   | Momo                |
| Harvey Keitel    | zichzelf            |
| Penny Marshall   | zichzelf            |
| Bette Midler     | Doris Saphron       |
| Alex Rocco       | Jimmy Cap           |